# Arrows
Arrows, under en tid Footwork, var ett brittiskt formel 1-stall som grundades 1977 av Franco Ambrosio, Alan Rees, Jackie Oliver, Dave Wass och Tony Southgate. Namnet bildades i princip av de första bokstäverna i grundarnas efternamn, AROWS. 1991 bytte stallet officiellt namn till Footwork, som det hette till 1996 varefter namnet ändrades tillbaka till Arrows. Stallet byggde sin första bil, Arrows F1, på 53 dagar. 
I mars 1996 köptes 40 procent av stallet upp av Tom Walkinshaw.

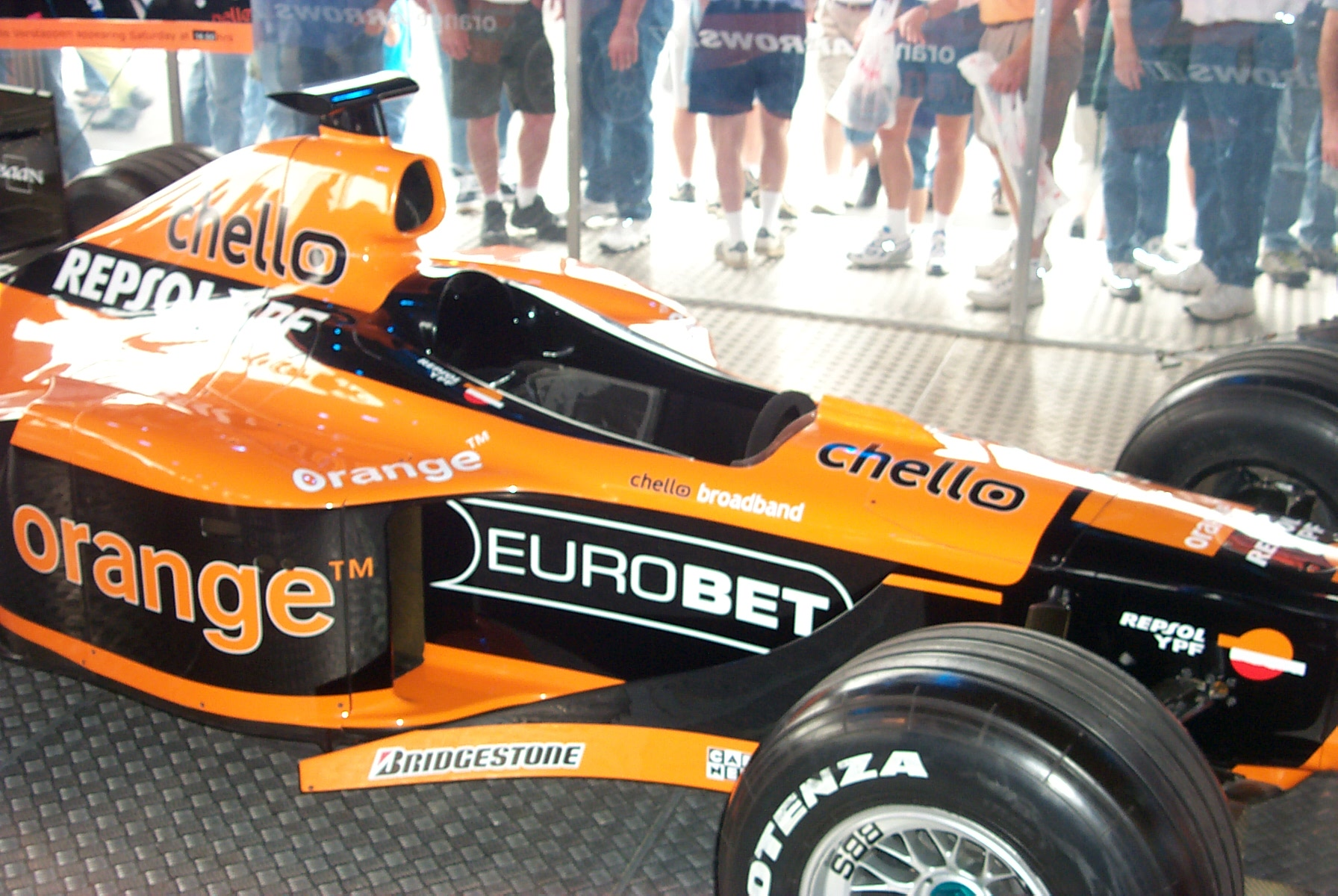
Arrows i USA:s Grand Prix 2000.

## Historik
Arrows förste förare var italienaren Riccardo Patrese, som lyckades hyfsat och kom tvåa i Sverige under sin första säsong.
Patrese tog två andraplatser till för Arrows under början av 1980-talet, men när han sedan gick till Brabham gick det sämre för stallet. Först 1985, med Thierry Boutsen och Gerhard Berger som förare, började se bättre ut. 
Båda förarna plockades dock snart upp av Benetton varefter det gick sämre igen.
Arrows såldes sedan och bytte namn till Footwork. Höjdpunkten för det nya stallet var Gianni Morbidellis tredjeplats i Australiens Grand Prix  1995. Trots förare som Michele Alboreto och Derek Warwick lyckades inte stallet, men den nye ägaren Tom Walkinshaw lyckades med en rejäl kupp, när han ersatte Jos Verstappen och Ricardo Rosset med världsmästaren Damon Hill och den rike betalföraren Pedro Diniz. 
Den nya blåa Arrowsbilen var inte särskilt snabb, men Hill var trots detta nära att vinna Ungerns Grand Prix 1997. Hill lämnade stallet och ersattes av finländaren Mika Salo. Höjdpunkten säsongen 1998 var Salos fjärdeplats i Monaco, men brist på pengar tvingade honom att lämna stallet och Diniz gick till Sauber. 
Stallets nya förare blev spanjoren Pedro de la Rosa och japanen Toranosuke Takagi. Under 1999 tog Arrows bara en poäng och stallets framtid såg osäker ut. 
Säsongen 2000 räddades stallet av Orange, som skrev ett stort sponsoravtal. Holländaren Jos Verstappen, som genom holländska sponsorpengar fick en plats i stallet bredvid de la Rosa, lyckades komma fyra i Italien. Arrows var med sina Supertec-motorer speciellt snabba på högfartsbanorna. 
Efter säsongen fick de la Rosa foten och ersattes av brasilianen Enrique Bernoldi, som sponsrades av Red Bull. Stallet bytte även till Asiatech-motorer. 
Verstappen, som tog stallets enda poäng under 2001, tackades med att få sparken, medan den poänglöse, men Red Bull-stödde, Bernoldi fick stanna. 
Säsongen efter blev tysken Heinz-Harald Frentzen stallets nye försteförare och man bytte även till Cosworth-motorer. Arrows kunde dock inte fullfölja säsongen på grund av en finansiell kris som innebar konkurs. Både Craig Pollock och Red Bull försökte ta över stallet, men intresset svalnade och Arrows blev därmed det andra stallet på ett år som lades ner.

## F1-säsonger
| Säsong | Tävlingsnamn                      | Bil                          | Motor                    | Däck | Poäng | VM-plac. | Förare 1                      | Förare 2                                      |
| ------ | --------------------------------- | ---------------------------- | ------------------------ | ---- | ----- | -------- | ----------------------------- | --------------------------------------------- |
| 1978   | Arrows Racing Team                | Arrows FA1 Arrows A1         | Ford Cosworth DFV 3.0 V8 | G    | 11    | 9:a      | Riccardo Patrese              | Rolf Stommelen                                |
| 1979   | Warsteiner Arrows Racing Team     | Arrows A1B Arrows A2         | Ford Cosworth DFV 3.0 V8 | G    | 5     | 9:a      | Riccardo Patrese              | Jochen Mass                                   |
| 1980   | Warsteiner Arrows Racing Team     | Arrows A3                    | Ford Cosworth DFV 3.0 V8 | G    | 11    | 7:a      | Riccardo Patrese              | Jochen Mass Mike Thackwell Manfred Winkelhock |
| 1981   | Ragno Arrows Beta Racing Team     | Arrows A4                    | Ford Cosworth DFV 3.0 V8 | M/P  | 10    | 8:a      | Riccardo Patrese              | Siegfried Stohr Jacques Villeneuve Sr         |
| 1982   | Arrows Racing Team                | Arrows A4 Arrows A5          | Ford Cosworth DFV 3.0 V8 | P    | 5     | 11:a     | Brian Henton Marc Surer       | Mauro Baldi                                   |
| 1983   | Arrows Racing Team                | Arrows A6                    | Ford Cosworth DFV 3.0 V8 | G    | 4     | 10:a     | Marc Surer                    | Thierry Boutsen Alan Jones Chico Serra        |
| 1984   | Barclay Nordica Arrows            | Arrows A6                    | Ford Cosworth DFV 3.0 V8 | G    | 3     | 9:a      | Marc Surer                    | Thierry Boutsen                               |
| 1984   | Barclay Nordica Arrows BMW        | Arrows A7                    | BMW 1.5 L4T              | G    | 3     | 9:a      | Marc Surer                    | Thierry Boutsen                               |
| 1985   | Barclay Arrows BMW                | Arrows A8                    | BMW 1.5 L4T              | G    | 14    | 8:a      | Gerhard Berger                | Thierry Boutsen                               |
| 1986   | Barclay Arrows BMW                | Arrows A8 Arrows A9          | BMW 1.5 L4T              | G    | 1     | 10:a     | Christian Danner Marc Surer   | Thierry Boutsen                               |
| 1987   | USF&G Arrows Megatron             | Arrows A10                   | Megatron 1.5 L4T         | G    | 11    | 7:a      | Derek Warwick                 | Eddie Cheever                                 |
| 1988   | USF&G Arrows Megatron             | Arrows A10 Arrows A10B       | Megatron 1.5 L4T         | G    | 23    | 5:a      | Derek Warwick                 | Eddie Cheever                                 |
| 1989   | Arrows Grand Prix International   | Arrows A11                   | Ford Cosworth DFR 3.5 V8 | G    | 13    | 7:a      | Martin Donnelly Derek Warwick | Eddie Cheever                                 |
| 1990   | Footwork Arrows Racing            | Arrows A11B                  | Ford Cosworth DFR 3.5 V8 | G    | 2     | 9:a      | Michele Alboreto              | Alex Caffi Bernd Schneider                    |
| 1991   | Footwork Grand Prix International | Footwork A11C Footwork FA12  | Porsche 3.5 V12          | G    | 0     | -        | Michele Alboreto              | Alex Caffi Stefan Johansson                   |
| 1991   | Footwork Grand Prix International | Footwork FA12C               | Ford Cosworth DFR 3.5 V8 | G    | 0     | -        | Michele Alboreto              | Stefan Johansson Alex Caffi                   |
| 1992   | Footwork Mugen Honda              | Footwork FA13                | Mugen Honda 3.5 V10      | G    | 6     | 7:a      | Michele Alboreto              | Aguri Suzuki                                  |
| 1993   | Footwork Mugen Honda              | Footwork FA13B Footwork FA14 | Mugen Honda 3.5 V10      | G    | 4     | 9:a      | Derek Warwick                 | Aguri Suzuki                                  |
| 1994   | Footwork Ford                     | Footwork FA15                | Ford HB 3.5 V8           | G    | 9     | 9:a      | Christian Fittipaldi          | Gianni Morbidelli                             |
| 1995   | Footwork Hart                     | Footwork FA16                | Hart 3.0 V8              | G    | 5     | 8:a      | Gianni Morbidelli Max Papis   | Taki Inoue                                    |
| 1996   | Footwork Hart                     | Footwork FA17                | Hart 3.0 V8              | G    | 1     | 9:a      | Ricardo Rosset                | Jos Verstappen                                |
| 1997   | Danka Arrows Yamaha               | Arrows A18                   | Yamaha 3.0 V10           | B    | 9     | 8:a      | Damon Hill                    | Pedro Diniz                                   |
| 1998   | Danka Zepter Arrows               | Arrows A19                   | Arrows 3.0 V10           | B    | 6     | 7:a      | Pedro Diniz                   | Mika Salo                                     |
| 1999   | Repsol Arrows                     | Arrows A20                   | Arrows 3.0 V10           | B    | 1     | 9:a      | Pedro de la Rosa              | Toranosuke Takagi                             |
| 2000   | Arrows F1 Team                    | Arrows A21                   | Supertec 3.0 V10         | B    | 7     | 7:a      | Pedro de la Rosa              | Jos Verstappen                                |
| 2001   | Orange Arrows Asiatech            | Arrows A22                   | Asiatech 3.0 V10         | B    | 1     | 10:a     | Jos Verstappen                | Enrique Bernoldi                              |
| 2002   | Orange Arrows                     | Arrows A23                   | Cosworth 3.0 V10         | B    | 2     | 10:a     | Heinz-Harald Frentzen         | Enrique Bernoldi                              |